# 邵宏渊
邵宏渊（？—？），河北東路大名府人，南宋将领，曾抵御金帝完颜亮入侵，也是隆兴北伐的主倡者及主要统兵将领之一，但与另一主将李显忠不合，间接导致了北伐的失败。

## 生平

### 早期
建炎四年（1130年）为鼎澧镇抚使程昌禹裨将。善用長刀，有關馬之勇，曾以百餘騎搴旗，身先士卒。变军劉超从京西陸梁来犯，窺伺湖南，进犯澧陽，巡逻兵四出，被邵宏淵进逼於鎖石岡迎擊击退。邵宏淵对都監孫某说，敌军後必再来，敌众我寡，但叛军已经气衰了。于是把自己拿的刀给孫某让他披甲駐馬石岡吓唬敌军，自己骑马去见程昌禹，催促他率军渡河。不久变军大批来到，望見孫某挺刀站在岡阜上東西指麾，以爲是邵宏淵，担心有伏兵，果然不敢犯，于是燒城北七里街，改屯城西。程昌禹赶到澧州，变军来攻，蟻附登城，程昌禹、邵宏淵、弓兵龔亨从東角踏淺水处渡澧江奔武陵。变军得城但缺粮，出去寻找粮食时，邵宏淵单馬遭遇变军將领張横，张横松手，马跑了，于是用巨斧向邵宏淵投掷，被邵宏渊阻挡后斧头砍入树木拔不出来，邵宏渊仗着自己有力气，跳向前想活捉张横，但势均力敌，一同落马，张横压住邵宏渊，捏他的阴部。邵宏渊抓住木桩想借力起身，两人都筋疲力尽，胜负未分。邵宏渊的亲兵赶到抓住张横。邵宏渊担心张横凶暴，断了他的手献给程昌禹。程昌禹知道张横素有勇名，命给张横喝酒，想救活再任用。邵宏渊说“贼无用”于是杀了他。刘超从此不敢再冒犯武陵。
邵宏渊为韓世忠所薦，授閣門舍人。
绍兴十五年（1145年），福建措置盗贼官张渊厌恶所部统领官邵宏渊性质直而喜功，不任用，且记恨他曾当众顶撞，杖责一百，贬为普通士兵。邵宏渊的门客钟鼎去行在上书申辩，左仆射秦桧怒，羁押钟鼎。
绍兴二十六年（1156年）十月，拱卫大夫、忠州防御使、两浙西路兵马钤辖邵宏渊为殿前司前军统制。绍兴二十九年（1159年）九月，调任添差荆湖北路马歩军总管。殿中侍御史汪澈奉诏荐邵宏渊“奋不顾身，真万人敌”，十二月，邵宏渊改江东总管。
绍兴三十一年（1161年），金朝皇帝完颜亮御驾亲征南宋，十月，侍衛步軍司右軍統制邵宏渊率左右二军到真州。宋建康都统制王权兵败，自称诱敌深入，建议令邵宏淵出其右，池州都統制李顯忠出其左夹攻，尚書右僕射朱倬、參知政事楊椿信以为真，被中书舍人虞允文否决。随后得报王权果然就是兵败。
金統軍蕭琦进犯真州，邵宏渊正醉酒，闻报大惊，率众迎战于胥浦桥，自己在桥东没有亲自参战，命将官三人拒敌。金军载草掘土填河渡河，三将官都战死。邵宏渊率亲随军入城闭门，军人奔逃，邵宏渊毁闸板退兵沿河驻扎在杨子桥，真州陷落。金军不入城，进犯扬州。真州和扬州的百姓以讹传讹，称多亏邵宏渊拦住金军，甚至还传言邵宏渊数次骑马杀入敌阵、血污满身，乃至请求为他立祠。金军屯于平山堂下，邵宏渊在楊子橋南毁桥板渡河。
十一月，邵宏渊遣统领崔皋与金军战于定山，败之。宋高宗以親衛大夫、常德軍承宣使、侍衛步軍司右軍統制邵宏淵為池州都统制。当月，虞允文主持御敌，御营宿卫使杨存中、淮东制置使成闵、邵宏渊诸军皆聚京口，不下二十万，只有海鳅船不满百，半数是装兵器的船。御前諸軍都統制李顯忠和邵宏渊一同御敌，完颜亮无法过江。当月，完颜亮遇弑，金军退兵。枢密院发檄文令所有采石一帶留下軍馬由池州都統制邵宏淵暂时管领。邵宏淵从蕪湖率親兵到采石，又回到芜湖，於大信、裕溪河口设置防御工事。十二月，李显忠、邵宏渊安定淮西并报捷。
当时人也有认可邵宏渊在真州胥浦桥确有战功（详见下文“评价”）。后来乾道二年（1166年）八月，邵宏渊在真州胥浦桥打败金军的战斗被列为中興十三戰功之一。

### 隆兴北伐
隆兴元年（1163年），金将蒲察徒穆及泗州知州大周仁屯虹县，都统萧琦屯灵壁，积粮修城，准备南攻。枢密使、都督江淮东西路军马张浚想先发制人。主管殿前司李显忠、建康都统邵宏渊献计攻取二城，张浚上奏，孝宗认可。尚书右仆射史浩不肯，孝宗就绕过三省直接下令。史浩愤而辞职，被外放知绍兴。四月，张浚命邵宏渊率军到盱眙。五月，邵宏渊从泗州出兵攻打虹县，遭金军抵抗。工部侍郎张阐担心李显忠、邵宏渊深入无援，奏请增兵殿后。李显忠攻克灵壁，遣灵壁降卒说服大周仁及蒲察徙穆出降。邵宏渊耻于未能自己立功，又有投降千户控诉邵宏渊部卒夺其佩刀，李显忠立斩当事部卒，二将因此愈发不和。
六月，李显忠击败宿州金军，邵宏渊到后说“招抚真关西将军也”。李显忠闭营休整想筹划攻城，邵宏渊等不从。李显忠引麾下杨椿上城，开北门，很快破城。邵宏渊等殿后，被催促后才渡濠登城，于是收复宿州。中原震动。邵宏渊想发仓库犒士卒，李显忠不同意，移军出城，仅以现钱犒军，士兵都不悦。
李显忠与金人战于宿州，喊邵宏渊合力夹击，邵宏渊按兵不动，又说：“正值盛夏，在清凉处摇扇子还来不及，何况在烈日中披甲苦战呢？”李显忠失利，邵宏渊所部建康府前军统制王拱及中亮大夫朱赟战死。建康中军统制周宏及邵宏渊之子邵世雄（一作邵世雍）、殿前司统制官左士渊、统领李彦孚等逃归，军队逃跑时堵在城门，有的爬城墙逃跑，又遭到金军射击，多摔死在城下。宋孝宗加邵宏渊检校少保、宁远军节度使、招讨副使。殿前司统制官张训通、马司统制张师颜、池州统制荔泽、建康统制张渊等七人、统领官十二人见李、邵不合，逃走。金军攻城，李显忠建议诸军成掎角之势自城外掩击，则可全歼敌军生擒敌帅，河南之地指日可复。邵宏渊却说金军又增新兵二十万来战，再不退兵恐有不测。李显忠知邵宏渊无固守之意，自己难以独自作战，叹道这是天意不让他收复中原。李显忠、邵宏渊军大溃于符离，到濠州。张浚和先前赞成张浚北伐的侍御史王十朋都弹劾自己，孝宗大怒，起居郎胡铨上疏不要因小败沮丧。当时归罪于南宋开战，张阐却认为是诸将违背节度且无援兵才战败，孝宗也认可。先前认为不可大举北伐的礼部侍郎参赞都督府军事陈俊卿退保扬州。当月，邵宏渊降阶官为武义大夫，建康都统制职务依旧。孝宗想起兵部侍郎周葵先前上书反对大举北伐，拜为参知政事。

### 后事
隆兴二年（1164年）五月，江西总管邵宏渊被貶為靖州团练副使、南安军安置，并追回其曾盗用的库钱。
乾道三年（1167年）三月，邵宏渊奉旨提兵平乱，作战不利，上表待罪。乾道四年（1168年）七月，孝宗下诏称此败是因为诸将不和，邵宏渊无罪，迁为建康军都统制。乾道五年（1169年）九月，邵宏渊上《拜谢状》。

## 评价
- 范学辉《宋金绍兴辛巳战事新探——以南宋三衙诸军为中心》根据隆兴元年（1163年）四月，张浚说：“契勘御前诸军都统制邵宏渊昨引兵三千人，于真州六合县迎遏金贼数万之众，致扬州阖境百姓并获济渡。本州见立生祠，望赐褒嘉，以为激劝。”[26]和隆兴二年（1164年）六月邵宏渊获罪后，侍御史周操在《论毁邵宏渊庙奏》说：“窃闻邵宏渊于绍兴辛巳逆亮南侵之际，以孤军邀虏于真州境，接战连日，遂使扬州居民得免伤残之害，所以真、扬两州，各为立庙，出于众人之公愿。宏渊岂能以声音笑貌致之？此宏渊之功不可掩者也。”等，认为邵宏渊在真州胥浦桥之战确实功不可没，后来失势才被政敌抹黑为战时醉酒。如邵宏渊当时望风而逃未能阻拦金军，金军可能抢占扬州，令刘锜的宋军进退维谷。而邵宏渊也因为此战声名鹊起。
- 明朝商辂《御批續資治通鑑綱目》认为二将不合之罪在邵宏渊，但邵宏渊建议用仓库犒军是对的，李显忠却怀私愤不从，因而加剧了邵宏渊的不满，所以也有過失[27]。